# Григорий I Серски
Григорий (на гръцки: Γρηγόριος) е православен духовник, серски митрополит на Цариградската патриаршия от втората половина на XI век.
Сведенията за епископ Григорий идват само от един исторически източник – запазен е негов моливдовул – 0,024 m, който отпред има бюст на епископа с надпис ΟΗ+Κύριε βοήθει τω σω δούλω, а на обратната – ΟΗ+ Γρηγορίω Σερρών συγκέλω.